# あなたは星
『あなたは星』（あなたはほし）は、2004年6月14日から2005年1月29日までKBSで「テレビ小説」として放送された韓国の朝の連続テレビドラマ。全196話。
ベトナム戦争前後の韓国で繰り広げられる男女三角関係のドラマである。ク・ヒョンスクが脚本を書き、イ・ガンヒョンとシン・ヒョンスが演出した。主演のハン・ヘジンはこのドラマで2004年にKBS演技大賞の女性新人演技賞を受賞した。

## 主要登場人物
- ハ・インギョン：ハン・ヘジン

物語開始時は女子高生。ジョンウを愛する。妾エシムの連れ子。

とても頭が良く、大学進学を目指し韓国大学に合格するが、バス会社の事務として就職する。その後、郵便局へ再就職。
- ミン・ジョンウ：キム・スンス

臨時英語教諭。インギョンを愛する。韓国10大企業に入るファシン製菓の一人息子。

ファヨンの策略により、ファヨンと婚約することになる。後にそれが原因でベトナム戦争へ出兵し、戦死（とされた）。実はベトナムの捕虜となっていたのだが、アメリカ軍によって救出され、帰国する。
- ソ・ファヨン：イム・ジヒョン

物語開始時は女子高生。ジョンウを愛する。ドンピルと本妻クムブンの娘。ジョンウが愛し、父親を奪ったエシムの娘であるインギョンを激しく憎む。

インギョンと同じバス会社のガイドに就職する。策略によりジョンウと婚約する。

## ソ一家
- ソ・ドンピル：ソン・ギュン

クムブンとエシムの夫であり、ファヨンとホギョンの実父、インギョンの義父。
医師免許を持たずに医療行為を行っており、捕まってしまったためインギョンは進学を諦める。インギョンが勤めるバス会社に就職する。
- キム・クムブン：コ・ドゥシム

ドンピルの本妻。苦労人であり、娘のファヨンの大きな嘘と罪に心を痛める。
エシムの連れ子であるインギョンにも家族として接する。
- ファン・エシム：イ・ウンギョン

ドンピルの妾。派手な化粧をしている。クムブンが受け取らなかった金を受け取り、さらに知り合い達から集めた金を詐欺師に渡してしまう。
- ソ・ホギョン

ドンピルとエシムの息子。インギョンの異父弟にあたる。
- ドンジャ：ユン・ヨンジュ

ドンピルの妹。後に、チュンボと恋人同士になる。
- シム・チュンボ：キム・ビョンセ

最初はエシムのことが好きだったが、後にドンジャと恋人同士になる。

## キム一家
- キム・ホンギ：キム・ジョンハク

長男。バス会社常務。放蕩息子で、インギョンには政略結婚目的で近づくが、次第に心から惹かれていくようになる。
- キム・ミンギ：キム・スグン

次男。両親の期待を一身に背負い、法学部に合格する。インギョンのことが昔から好き。
- キム・イクス：キム・ウォンペ

ホンギとミンギの父。バス会社社長。インギョンとホンギを結婚させようと画策する。後に事故で故人となる。
- チャ・ミジャ：オム・ユシン

ホンギとミンギの母。インギョンのことはあまり快く思っていない。

## ミン一家
- ミン・セイク：ハン・インス

ジョンウの父。ファシン製菓会長。妻ヨンスクの父から経営を引き継ぎ成功した。ジョンウが愛したのは最初からファヨンであり、2人は相思相愛であると思っている。
- チョン・ヨンスク：チョン・ヤンジャ

ジョンウの母。ファヨンの嘘を見抜けないまま、同居している。